# Лак-дю-Фламбо (индейская резервация)
Лак-дю-Фламбо (англ.  Lac du Flambeau Indian Reservation) — индейская резервация алгонкиноязычного народа оджибве, расположенная в северо-центральной части штата Висконсин, США.

## История
Группа оджибве поселилась в этом районе с 1745 года, когда вождь Кишкемун привёл сюда своих людей после победы в сражении над санти-сиу. Группа получила своё название от французских лесных бродяг из-за своей практики ловли рыбы ночью при свете факелов.
Резервация Лак-дю-Фламбо была создана в соответствии с договором от 30 сентября 1854 года. Этот договор был заключён на острове Мадлен между правительством США и группами оджибве.

## Остров Строберри
Остров  Строберри на озере Фламбо известен как «Сердце Лак-дю-Фламбо» и считается священным для местной группы оджибве. В 1745 году остров был местом сражения между оджибве и сиу. Индейцы считают, что воины, павшие в этой битве, были похоронены там. Археологические исследования 1966 года подтвердили наличие человеческих останков и артефактов на острове, датируемых не только 1745 годом, но и 300 годом до нашей эры. Поскольку остров использовался коренными американцами более 2000 лет, племя хочет сохранить его без какой-либо хозяйственной деятельности из-за его исторического, культурного и духовного значения. Это делает его одним из самых важных исторических мест в Висконсине. Остров был добавлен в Национальный реестр исторических мест США в 1978 году.
Несмотря на то, что остров Строберри является таким важным религиозным и историческим объектом, он уже более ста лет находится в центре споров о развитии недвижимости. В 1887 году Конгресс США принял Акт Дауэса, постановляющий зарегистрировать земли индейских племён и разделить их на индивидуальные участки. Оставшиеся после распределения земли федеральное правительство продало не коренным американцам. Остров был выделен в начале XX века Харолду Уайтфизеру, маленькому мальчику, который умер в возрасте 5 лет. После его смерти в 1910 году семья Миллс смогла приобрести весь остров площадью 26 акров за 2 105 долларов. С 1990-х годов племя пыталось купить остров. Поскольку собственность на берегу озера имеет большую ценность, семья и племя не смогли договориться.
Переговоры между племенем и семьёй Миллс продолжились и в XXI веке. В 2013 году было окончательно достигнуто соглашение, которое гарантировало, что остров Строберри останется неосвоенным и вернётся к народу оджибве.

## География
Резервация расположена в юго-западной части округа Вайлас и на юго-востоке округа Айрон. Значительную часть её территории занимают леса и озёра. Крупнейшие озёра в резервации (всего их 260) — Айк-Уолтон, Кроулинг-Стоун, Фенс и Фламбо.
Общая площадь Лак-дю-Фламбо составляет 350,31 км², из них 277,3 км² приходится на сушу и 73,01 км² — на воду. Административным центром резервации и самым большим населённым пунктом является город Лак-дю-Фламбо.

## Демография
По данным федеральной переписи населения 2000 года, в резервации проживало 2 995 человек.
Согласно федеральной переписи населения 2020 года в резервации проживало 3 518 человек, насчитывалось 1 678 домашних хозяйств и 3 202 жилых дома. Средний доход на одно домашнее хозяйство в индейской резервации составлял 41 095 долларов США. Около 20,6 % всего населения находились за чертой бедности, в том числе 29,5 % тех, кому ещё не исполнилось 18 лет, и 8,4 % старше 65 лет.
Расовый состав распределился следующим образом: белые — 1 312 чел., афроамериканцы — 8 чел., коренные американцы (индейцы США) — 2 061 чел., азиаты — 1 чел., океанийцы — 0 чел., представители других рас — 12 чел., представители двух или более рас — 124 человека; испаноязычные или латиноамериканцы любой расы составили 96 человек. Плотность населения составляла 10,04 чел./км².

## Экономика
Озёра, реки и леса резервации делают её одним из самых популярных мест отдыха на севере Висконсине. Рыбалка, охота, кемпинг, катание на лодках, лыжах, снегоходах и другие виды активного отдыха играют важную роль в местной экономике.
Группа Лак-дю-Фламбо управляет различными предприятиями, такими как LDF Industries (производство поддонов), торговый центр «Оджибва», кемпинг, рыбный инкубаторий, заправочная станция, магазин и отель-казино Lake of the Torches.